# Mexicoa mexicana
Mexicoa mexicana är en tvåvingeart som beskrevs av Steyskal 1947. Mexicoa mexicana ingår i släktet Mexicoa och familjen Ropalomeridae. Inga underarter finns listade i Catalogue of Life.